# Авария A330 в Себу
Авария А330 в Себу — авиационная авария, произошедшая 23 октября 2022 года. Авиалайнер Airbus A330-332 был регулярным пассажирским рейсом из Сеула в Себу, когда при посадке в пункте назначения выкатился за пределы взлетно-посадочной полосы из-за отказа гидравлической системы. Самолёт был поврежден, не подлежал ремонту и был списан, что стало 14-й потерей Airbus A330. Никто из находившихся на борту 173 человек (162 пассажира и 11 членов экипажа) не пострадал.

## Самолёт
Самолётом, попавшим в аварию, был 24-летний Airbus A330-322, зарегистрированный как HL7525. Свой первый полет он совершил 12 мая 1998 года и был доставлен в Korean Air 26 июня 1998 года. Самолёт был оснащен двумя двигателями Pratt & Whitney PW4168.

## Хронология событий
Рейс вылетел из Сеула в 19:20 KST (10:20 UTC) и должен был приземлиться в Себу в 22:00 (14:00 UTC). Примерно в 22:12 рейс 631 находился на последнем этапе захода на посадку к ВПП № 22, когда выполнил уход на второй круг. Вторая попытка приземления в 22:26 также не увенчалась успехом. После этого самолёт в течение примерно 30 минут кружил в зоне ожидания, после чего совершил третью попытку захода на посадку. С третьей попытки самолёт успешно приземлился в 23:08, но не смог остановиться на взлетно-посадочной полосе.
Самолёт пролетел до конца взлетно-посадочной полосы, выкатился за её пределы и столкнулся с осветительным прибором системы посадки, прежде чем остановился на расстоянии 300 метров от торца ВПП.
Метеорологические сводки указывали, что скорость ветра составляла 17 км/ч с юго-запада. Когда самолёт приземлился на взлетно-посадочной полосе 22, дул встречный ветер. В момент аварии видимость составляла 8 км. Многие другие рейсы предпочитали отправиться в другой аэропорт, вместо того чтобы ждать улучшения погоды или пытаться посадить самолёт.

## Последствия
В результате аварии рейсы в Себу были вынуждены либо вернуться в аэропорт вылета, либо перенаправиться в Международный аэропорт Ниноя Акино в Маниле. Всего было отменено более 100 рейсов.
Korean Air опубликовала извинения в своем аккаунте в Instagram, заявив, что совместно с местными и корейскими авиационными властями будет проведено тщательное расследование, чтобы определить причину этого события.
После ещё одного инцидента, когда двигатель другого самолёта Airbus A330 вышел из строя вскоре после взлета, Korean Air объявила, что приостановит полеты всех самолётов Airbus A330 в ожидании окончания расследования.
31 октября 2022 года Korean Air изменила номер рейса маршрута Сеул — Себу с KE631 на KE615. Обратный рейс в Сеул, KE632, также был изменён на KE616.
Через две недели после аварии ливрея и логотип Korean Air были стёрты, хотя самолёт до сих пор не увезли с места аварии.

## Расследование
Авария расследуется Управлением гражданской авиации Филиппин при помощи 40 офицеров Корейского управления гражданской авиации.
24 октября 2022 года власти Филиппин опубликовали предварительный отчет, в котором сделан вывод о том, что отказ тормозов самолёта произошел из-за отказа гидравлической системы. 
25 октября 2022 года сообщалось, что КВС рейса 631 дал показания о том, что при втором заходе на посадку они совершили жесткое касание из-за сдвига ветра. Во время следующего ухода на второй круг загорелось предупреждение отказа тормозов. Поэтому экипаж объявил аварийную ситуацию. При третьей попытке захода на посадку загорелось предупреждение о давлении на тормоза и пилоты не смогли затормозить самолёт.